# 普韋布洛號通用環境研究艦

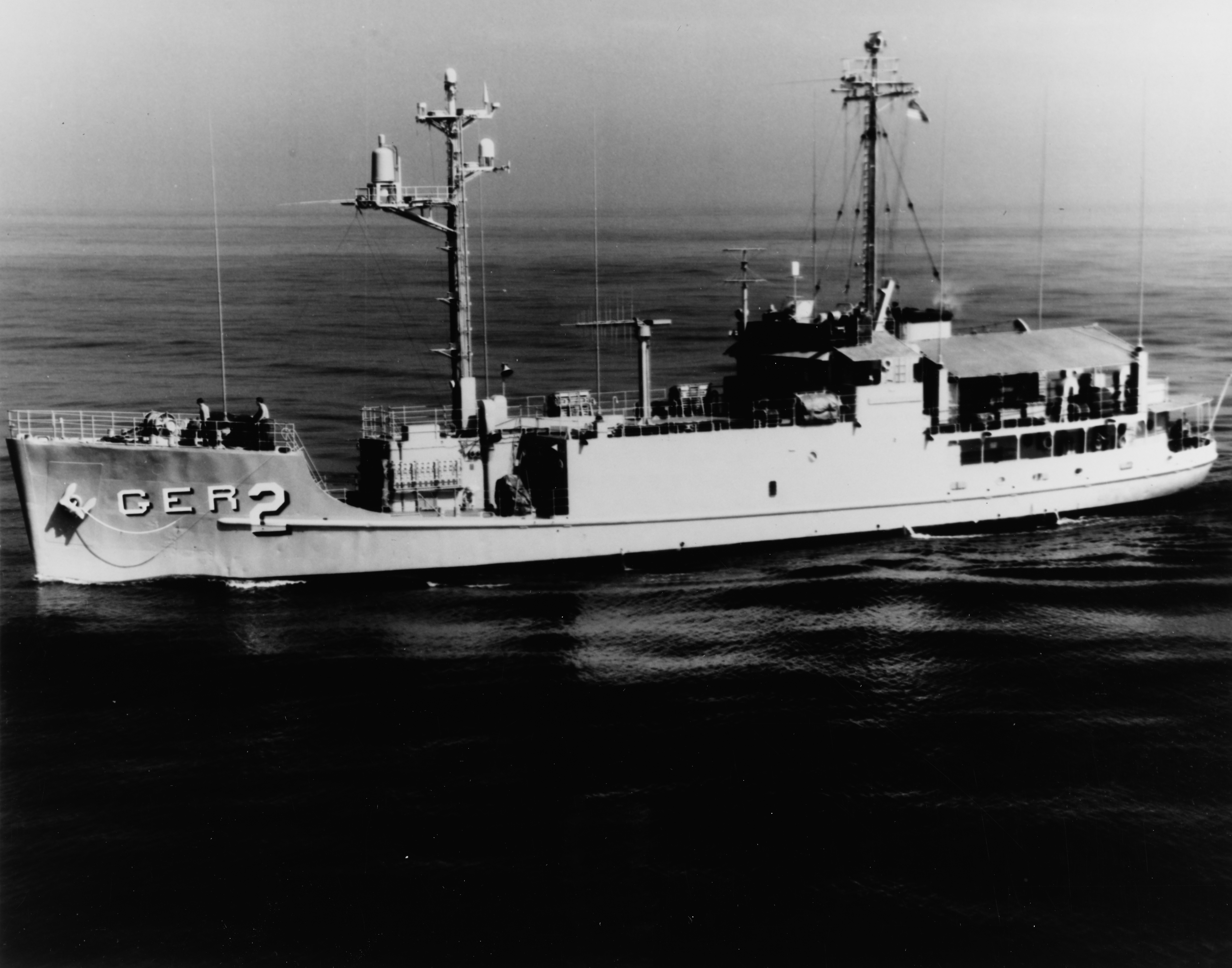
普韋布洛號，1967年時攝於美國加州聖地牙哥外海

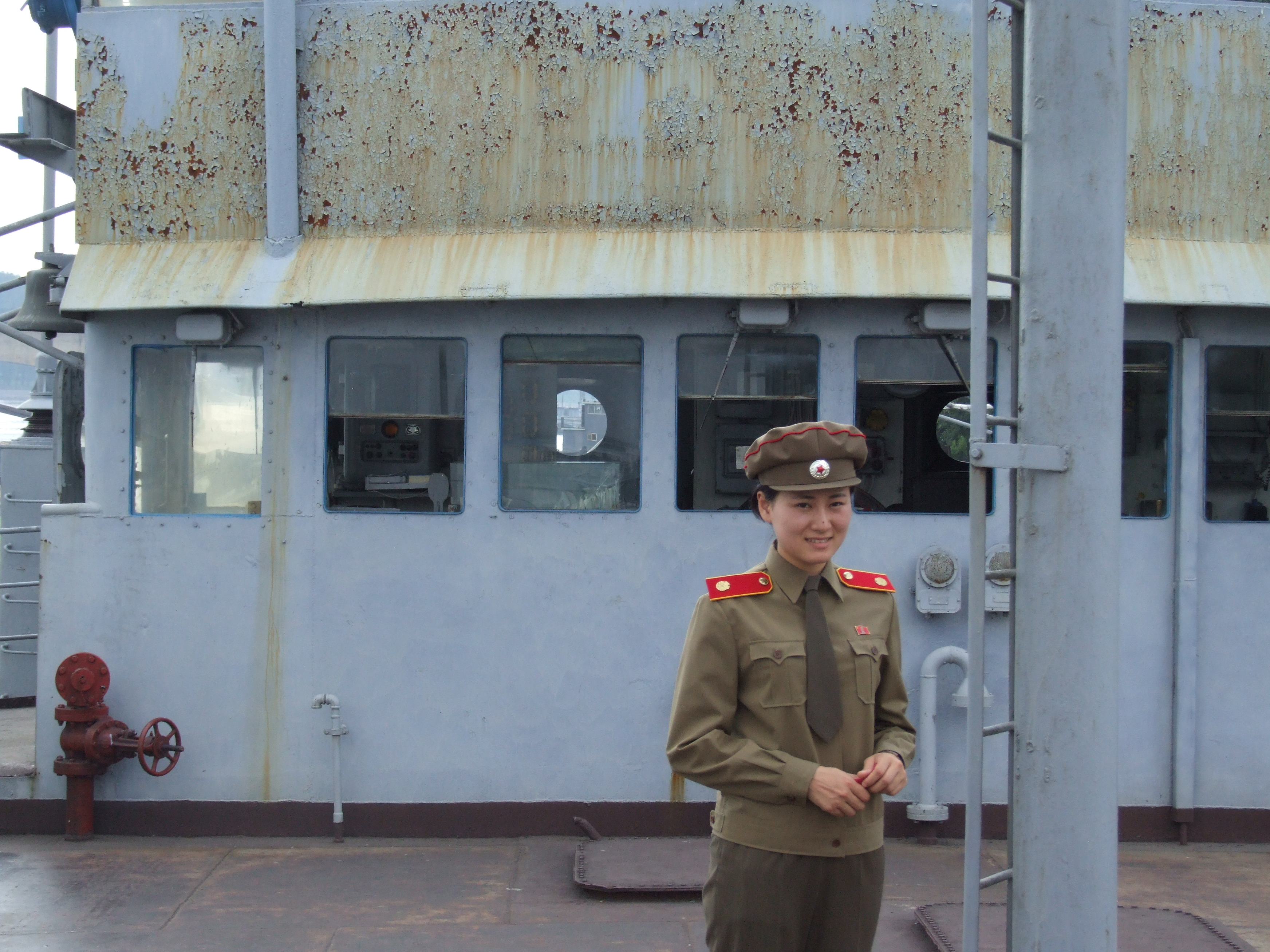
隸屬於朝鮮人民軍的導覽員

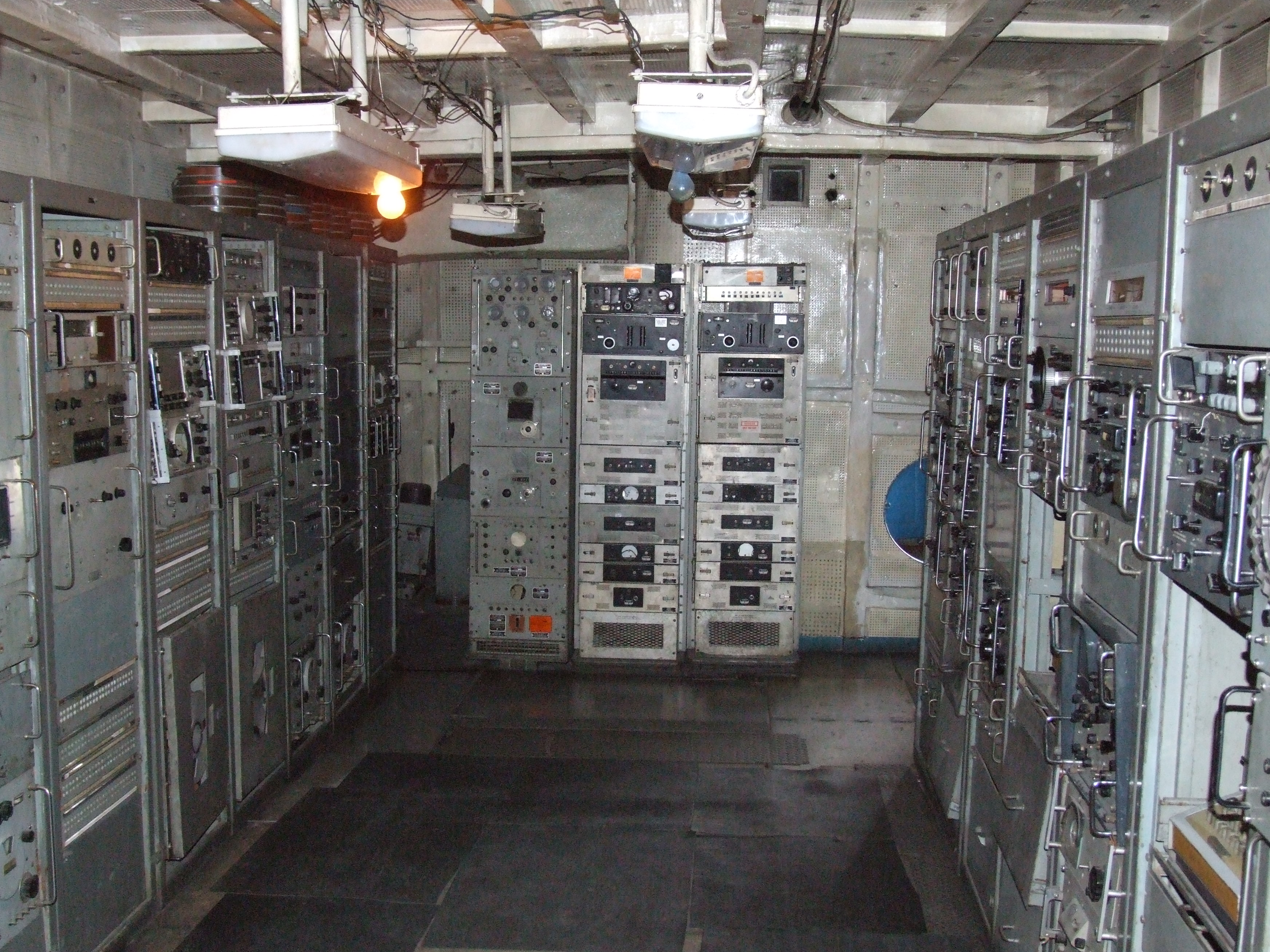
船上設置有大量的監聽設備，由於這樣做會被視為干涉外國內政的醜聞，平壤方面將其當作反美宣傳而沒有拍攝限制

普韋布洛號通用環境研究艦（USS Pueblo AGER-2，Pueblo为西班牙语，意为“人民”）是一艘原屬美國海軍的間諜船，因1968年1月23日在東岸、元山港外海的日本海（即朝鲜东海）海域進行諜報任務時，遭北韓方面勒令停船接受检查并以非法入侵領海的理由逮捕，而引發兩國之間的政治緊繃因而聲名大噪，史稱「普韋布洛號危機」（Pueblo incident）。

## 簡介
普韋布洛號原本是一艘由美國威斯康辛州奇瓦烏尼市（Kewaunee，WI）奇瓦烏尼造船與工程公司（Kewaunee Shipbuilding and Engineering Company）所製造之貨輪，1944年4月16日完工下水時原本是美國陸軍FS-344號貨輪，但在1966年時移交給海軍方面，改名為普韋布洛號。移交初期該艦原本仍是作為輕型貨船使用，舷號AKL-44，但稍後旋即改裝成情報蒐集船並重新編號為AGER-2。AGER是「輔助通用環境研究」（Auxiliary General Environmental Research）的縮寫，是一個由海軍與國家安全局所合作的計畫。普韋布洛號排水量895長噸（909公噸），以一對柴油動力引擎作為動力來源，極速12節（22每小時），且唯一的武裝是一門50口徑雙聯裝的白朗寧M2重機槍。

## 間諜事件
1968年1月11日普韦布洛号从日本佐世保港出发，到达北韓清津外海，进行谍报作业。1月22日，普韦布洛号驶往元山外海活动，距离海岸约12海里。由於航速慢，當普韋布洛號遭北韓方面船隻（一艘猎潜艇、四艘鱼雷快艇）追擊時，該艦雖曾試圖逃離卻因速度不足而被包圍，並在毫無抵抗的情況下遭到逮捕。由於在事件中普韋布洛號曾不聽從對方的命令在海面上突然停下而遭到北韓方面以武器掃射，造成船长以及几名船员被击伤，一名船员死亡。经过外交谈判，1968年12月，美国接受朝鲜提出的要求，承认错误、道歉、保证不再发生此类事件，作為北韓方面將人質釋放的交換條件，但北韓仍宣佈没收该艦。82名被俘船员以及死亡船员的遗体在板门店移交给美方，船长回国后，因没進行任何抵抗就放弃了船隻而被調查法庭建議起诉，但最後海軍部長約翰·查菲決定對本案人員不做任何處罰。
迄今為止該艦仍然由北韓方面保管，1998年普韦布洛号被拖到西海岸，停放在平壤的大同江畔，据说是舍门将军号事件发生地，作為博物館用途而成為當地非常受觀光客歡迎的名勝，但美國海軍方面並沒有將其自海軍艦艇名冊中剔除，名義上仍然是現役中的艦隻。美国雖一直保持要求归还普韦布洛号的態度，而北韓方面也數次以歸還該艦為條件換取與美方建立較密切的外交關係，但由於雙方在核子武器發展、人權問題上一直有極高度的歧見，因此美方並沒有將普韋布洛號的歸還視為第一優先，而讓這件事一直擱置著。

## 外部連結
- 普韋布洛號老兵協會 （页面存档备份，存于）（英文）